# Schistura nielseni
 Schistura nielseni és una espècie de peix de la família dels balitòrids i de l'ordre dels cipriniformes.

## Morfologia
Els mascles poden assolir els 3,8 cm de longitud total.

## Distribució geogràfica
Es troba a l'Iran.